# يان ريتشارد ليسليرود هانسن
يان ريتشارد ليسليرود هانسن مواليد 16 يناير 1983، هو لاعب كرة يد نرويجي. مثل منتخب النرويج لكرة اليد. بدأ تمثيل المنتخب في سنة 2004 ولعب معه 32 مباراة حتى سنة 2010. نافس بطولة العالم لكرة اليد للرجال 2007.

## روابط خارجية
- يان ريتشارد ليسليرود هانسن على موقع الاتحاد الأوروبي لكرة اليد (الإنجليزية)